# Porte harmonica

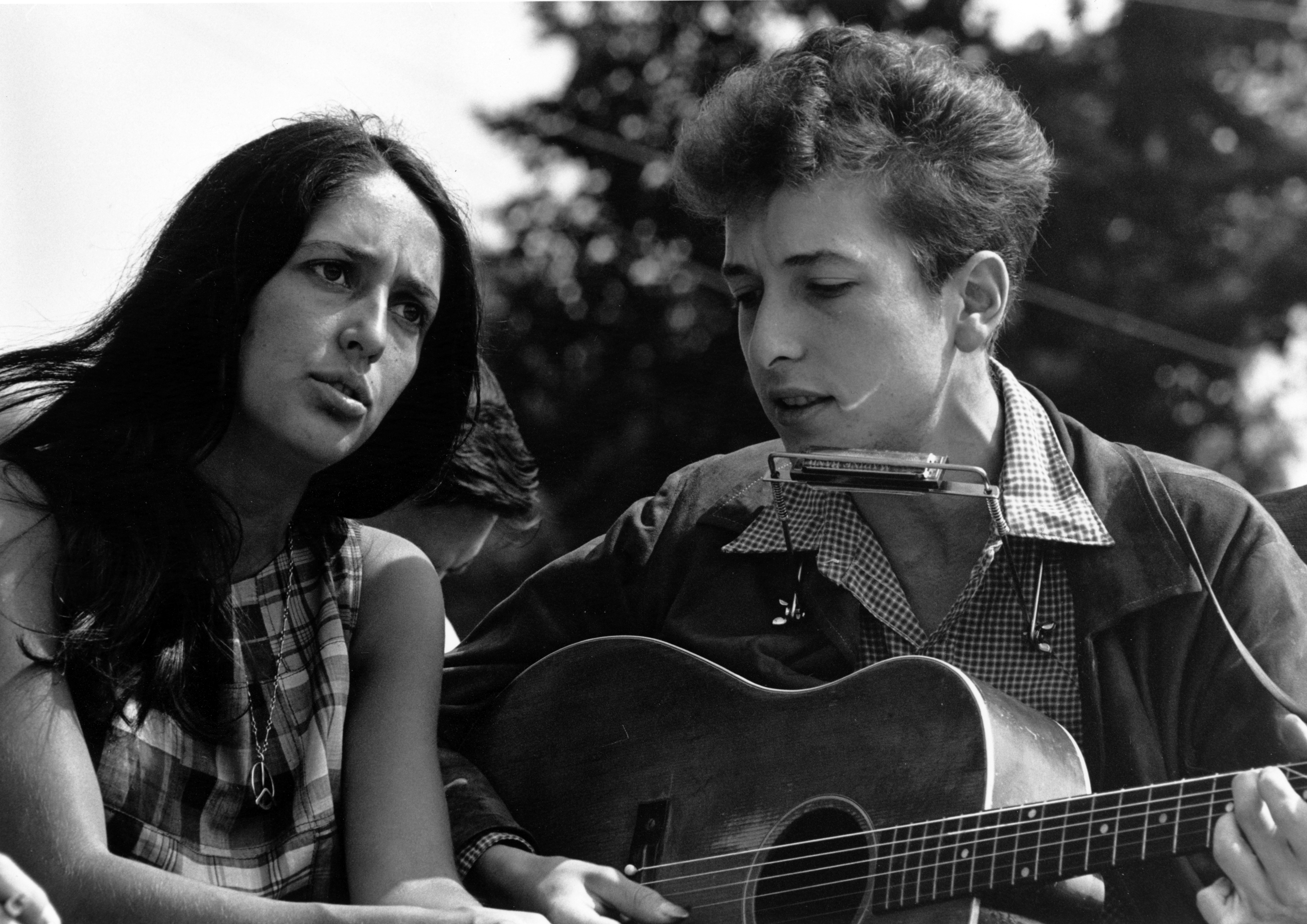
Joan Baez (gauche) et Bob Dylan (droite) jouant en même temps de la guitare et de l'harmonica avec un porte harmonica

Un porte harmonica est un accessoire se mettant en collier autour du cou, maintenant ainsi un harmonica devant la bouche.
Cela permet à un musicien de pouvoir jouer de l'harmonica sans les mains, par exemple pour les laisser libres de jouer d'un autre instrument.
L'emploi le plus courant consiste à jouer en même temps de l'harmonica et de la guitare, Bob Dylan étant un des exemples les plus célèbres.